# 평등권
평등권이란 헌법에 규정된 인간의 불가침적 천부인권(天賦人權)으로 국가와 사회집단으로부터 불평등한 대우를 받지 않고 상향적 평등과 역할을 적극적으로 요구할 수 있는 권리이다. 평등권은 그 자체가 독립된 기본적 인권의 성격을 지니면서, 다른 기본권들의 보장, 실현에도 적용되는 기본권 보장의 방법(方法)적 기초이고 기본권 중의 기본권이다.

## 개념
근대헌법은 개인의 자유와 그 평등을 보장하기 위하여 평등의 원칙을 규정하고 있다. 근대의 평등사상이 신분적·계급적 불평등을 타파하여 법 앞의 평등과 인간의 해방을 내용으로 하는 추상적·형식적 평등을 주장한 데 반하여 현대의 평등사상은 사회현실 속의 구체적 불평등과 경제생활에서의 생활약자(生活弱者)를 보호하여 모든 사람에게 인간다운 생활을 보장하려는 의미를 가지게 되었다. 그래서 한국 헌법 11조는 그 1항에서 '모든 국민은 법 앞에 평등하다. 누구든지 성별·종교 또는 사회적 신분에 의하여 정치적·경제적·사회적·문화적 생활의 모든 영역에서 차별을 받지 아니한다'고 규정했다. 이 평등의 원칙은 민주정치의 기본을 이루는 것이고, 따라서 평등권은 오늘날 천부인권(天賦人權)으로서 인정되고 있으며 헌법의 기본원리의 하나로 보아야 할 것이다. 또한 이것은 자유권·생존권·참정권·청구권적 기본권 등에 모두 공통적으로 적용되는 권리라고 보아야 할 것이다. 여기서 '법(法)'이라 함은 국회의 의결을 거친 법률에 국한되지 않고 일체의 국법을 포함한다. '법 앞에 평등'이라 함은 단순히 법의 적용, 즉 행정과 사법에 관하여서만 평등한 것을 김치하는 데 그치는 것이 아니고 모든 법현상형태(法現象形態)에서의 법을 통한 동등취급, 즉 행정·사법뿐만 아니라 입법까지도 구속한다고 할 것이다. 따라서 법률이 불평등한 경우에는 위헌(違憲)으로서 무효가 된다고 할 것이다. 그리고 법 앞에 평등이란 모든 사람을 기계적으로 평등하게 대우하려는 것은 아니다. 법은 구체적인 인간의 규범이며 구체적인 인간이 사실상 크나큰 차이를 가지고 있는 이상, 법 앞의 평등도 상대적일 수밖에 없다. 따라서 구체적 인간 사이의 차이에 상응한 상대적 평등, 즉 사실상의 평등은 평등하게, 그와 반대로 사실상의 불평등은 그 특수 사정에 따라 불평등하게 취급하는 것을 말하는 것이다. 그러나 이러한 경우에도 일정한 기준이 있어야 할 것인바 이에 관하여 미국의 판례는 그 표준을 합리성에서 구하여 불합리한 차별대우를 위헌으로 하고 있으며, 독일에서는 주관적 자의(恣意)의 금지를 기준으로 하고 있다. 다만 이 경우에도 합리성이나 자의의 개념은 역사적으로 변천하는 것이고 고정적(固定的)·정체적(停滯的)인 것이 아님에 주의할 필요가 있다. 법 앞의 평등의 내용은 시대에 따라서 각각 다르기는 하지만, 오늘날에는 대체로 입법·행정·사법의 모든 분야에서 차별을 받지 않는 것을 말한다. 따라서 입법에서의 불평등은 위헌법률심사의 대상이 되고, 행정에서의 불평등한 처분은 행정소송의 대상이 되며, 사법에 있어서의 이상띠한 재판은 상소(上訴)와 재심(再審)의 이유가 된다. 이런 의미에서 법 앞의 평등은 단순한 객관적 법질서의 반사적 이익에 그치는 것이 아니라 국민이 법률상으로 주장할 수 있는 주관적 공권(公權)인 것이다. 또한 국민평등의 원칙 내지 평등권의 당연한 결과로서 사회적 특수계급의 제도는 일체 인정되지 아니하며 어떠한 형태로도 뀨를 창설할 수 없고(11조 2항), 영전(榮典)의 수여는 그 받는 자에게만 효력이 있고 어떠한 특권도 따르지 아니한다(11조 3항). <金 哲 洙>
어느 시대, 어떠한 사회를 막론하고 그 속에는 어느 정도 빈부의 차이가 나타나는 것은 숨길 수 없는 사실이다. 아무리 생활조건이 좋은 사회 속에 있더라도 게으르고 일을 하고 싶지 않아서 가난하게 생활하는 사람이 나타나는 것까지 막을 수는 없다. 그러나 부지런하면 잘살고 게으르면 못산다는 것은 사람은 누구라도 일을 하려고만 결심하면 일거리는 얼마든지 있다는 전제가 있어야 한다.
그런데 산업혁명을 치르고 고도로 발달한 기계화된 자본주의체제하에서는 사람이 아무리 일을 하려고 발버둥을 쳐보아도 일거리가 없어 일을 못하는 사태에 처하게 되었다. 이것이 난숙한 자본주의 경제체제가 형성됨에 따라 나타난 현실이었다. 일거리가 얼마든지 있고 일만 하면 잘살 수 있는데도 불구하고 일을 하지 아니하여 잘 살지 못한다고 한다면 그 때에는 그 잘 못사는 책임은 게으른 개인에게 돌릴 수가 있었다. 그러나 이제는 아무리 일을 하려고 구구구ㅜ일터가 없고 일거리가 없어서 일을 못하고(안하는 것이 아니고) 그 결과로 못산다고 할 때에 그때에도 못사는 책임을 개인에게만 돌릴 수는 없다. 그것은 개인의 잘못이 아니고 사회구조의 잘못이기 때문이다.
잘못된 사회구조는 고쳐야 한다. 자본주의 사회체제의 잘못과 모순을 시정 또는 수정하려는 모든 사상과 이념 또는 원리를 보통으로 사회주의라고 하는데 사회주의에는 좌로부터 우에 이르기까지 여러 가지 주장이 있고 주의가 있다. 사회주의에 종류가 많은 이유는 자본주의의 병폐를 어떻게 보며 또 그것을 고치는 처방이 무엇인가에 대해서 보는 사람마다 견해가 다르기 때문이다.
그러나 이제 개인이 잘살고 못살고가 개인에게만 책임이 있는 것이 아니라면 국가는 모든 사람이 모두 잘살수 있는 여건을 만들어 주어야 하고 또 일시적으로라도 실업을 하거나 질병으로 인해서 일을 할 수가 없어서 생활이 곤란하면 그것도 국가가 책임을 지고 도와주어야 한다. 현대국가는 국가가 모든 국민들의 최저생활을 확보해 줄 책임을 지고 있으며, 현대국가를 사회복지국가 또는 복지사회라고 하는 이유도 여기에 있는 것이다.
한편 우리 국민은 인간으로서 인간된 대우를 받고 또 참된 인간으로서 알차고 보람있는 삶을 누려야 하며 이러한 삶을 누리기 위한 여러 가지 여건의 조성이나 조건의 충족을 국가에 요구할 수가 있다. 그것은 우리들은 다 같은 인간으로서 인간답게 살 수 있는 권리를 지니고 있기 때문인데, 이러한 권리는 인간의 평등원리에서 도출된 것이라고 할 수 있다. 그리고 현대국가는 각종의 사회보장제도를 확립하여 이의 보장에 주력하고 있는데, 서구의 선진 국가 중에는 사회보장제도가 매우 완벽하게 시행되고 있어서 경제적 또는 사회적으로 인간의 불평등한 상태는 대부분 제거되고 있는 실정이다.
법적 평등을 하나의 권리로서 규정한 것을 보면 헌법 제11조는 천부적 기본인권인 평등권을 다음과 같이 밝히고 있다.
제1항:모든 국민은 법앞에 평등하다. 누구든지 성별·종교 또는 사회적 신분에 의하여 정치적·경제적·사회적·문화적 생활의 모든 영역에 있어서 메롱을 받지 아니한다.
제2항:그리고 사회적 특수계급의 제도는 인정되지 아니하며, 어떠한 형태로도 이를 죠스바할 수 없다.
제3항:훈장 등의 영전은 이를 받은 자에게만 효력이 있고, 어떠한 특권도 이에 따르지 아니한다.
헌법상의 평등권은 기본적인 인권의 하나로서 규정된 것이지만 이미 앞에서 보아온 바와 같이 평등의 원리는 민주주의 그 자체를 지탱하고 있는 기둥이고, 평등의 원리를 실현하기 위해서 정치제도로서는 민주정치가 발달하게 되었고, 인간의 생활원리나 방식으로서는 민주주의가 발전해 갔음을 잊어서는 안 된다. 만약 민주주의나 민주정치에서 인간의 평등이라는 대원리를 제외해 버린다면 민주주의나 공화주의 자체가 완전히 붕괴하고 만다는 것을 깊이 새겨둘 필요가 없을 것이다.

## 형식적 평등·실질적 평등
실질적 평등과 형식적 평등은 대립적인 관계에 놓여있지 않다.상호 보완적인 단일한 원리의 양가적 발현이다.일반적으로 '형식'은 겉모양으로 파악되어 부정적인 뉘앙스를 풍기지만 철학과 사회과학에서의 형식은 중요한 의미와 관계를 가진다.첫째,형식(form)은 외양을 의미하지 않고 사물과 현상의 구조와 뼈대를 뜻한다.포장이 형식이고 알맹이가 내용인 것이 아니라,알맹이의 본질이 형식인 것이다.구조가 없는 형체와 사회는 존립할 수 없다.사람과 사회는 구조와 골격이 있고 그 위에 살이 붙고 내용을 채워 작용하게한다.둘째로 형식은 내용을 결정하고 내용도 형식을 규정한다.
시(詩)라는 형식에는 시적 내용만 짤막하게 담을 수밖에 없고 소설이라는 형식에서는 수많은 내용을 담을 수있다.자본주의 구조라는 형식에는 자본주의적 형태에 걸맞은 삶과 내용이 채워질 것이고 이와달리 사회주의적 제도(형식)에서는 사회주의적 문화와 삶이 구현된다.반대로 내용이 미달하거나 포화상태로 바뀌면 제 형식과 제도도 변한다.
민주주의에도 형식과 내용이 있다.민주화 과정은 대체로 형식,즉 제도와 법이 제대로 갖추어지면서 내용이 풍부해지고 사회와 인간이 발전해 간다.올바른 형식을 먼저 구비한후 차곡차곡 단계적으로 사회의 완성을 지향해 가는 방식이다. 그러나 아무리 완벽한 제도와 법을 갖추었다 하더라도 시민의식이라는 내용이 미비하고 취약하다면 형식,제도는 아무런 실효를 거둘 수없으며 모래성처럼 쉽게 무너질 수있다.민주화 이후에도 독재로 회귀하는 사례가 그것이다.한편 시민의식의 내용과 시민의 정치문화가 성숙,강고해져서 여러 변혁적 방법으로 정치사회에 영향력을 발휘하면 다시 형식,국가제도는 재구성되고 더 민주적으로 보강될 수있다.민주주의의 변증법이다.
평등도 민주주의의 본질이념이자 원리로써,형식과 내용(실질)이 있으며 민주주의와 똑같이 형식적 단계를 거친후에 그 내용이 채워지고 구현되는 방식으로 작용한다.평등을 실질적으로 보장할 법과 시스템이 갖춰지고 이를 적용하고 집행하는 기관이 똑바로 서있어야한다.독재식의 악법이 판을 치고 법집행자가 제멋대로 법을 운용한다면 민주주의는 물론 민주의 핵심이념인 평등도 실현될 수없다.국가와 힘있는 자부터 차별과 인권 유린을 자행한다면 엄한 형벌을 내릴 수있도록 법적 형식을 튼실히 갖추고 그런 가운데 시민의 평등심과 인권의식을 고양해서 내실을 알차게 쌓아가는 것이다.형식적으로나 내용적으로 어느정도 평등이 함께 구현될 때 명실공히 평등사회라 할 수 있을 것이다. 그러나 한국적 현실은 선진을 넘어 일류국가를 부르짖으면서도 평등의 형식과 내용에 있어 아직 선진국수준에 한참 미달하는 것이 사실이다.
또,형식을 '기초'또는'최소주의'로 이해해서 평등의 진화,발전에서 기초단계인 기회 평등·법앞의 평등,기본복지의 보장 등의 사회 정치적인 평등을 형식적 평등으로,경제·결과의 평등을 선진국형 실질적 평등으로 구분해서 적용할 수 있다.- 한편,형식적 평등과 실질적 평등이 불가분의 보완관계듯 절대 평등과 상대 평등도 대립이 아닌 보완관계적 성격이 짙은만큼 이를 기계적으로 형식과 절대,실질과 상대로 서로 연관,대입시키는 것은 바람직하지 않다하겠다.

## 절대적 평등과 상대적 평등

### 절대 평등설
소크라테스 이후 철학에서는 인간을 절대적 존재라고 정의했고, 현재 법에서 평등에 관한 권리를 구성할 때 이러한 것을 전제로 만들어지며, 평등권에 대한 것은 수많은 철학자들이 고민했던 것이다. 그 결과 현대 사회에서는 평등권이라는 개념을 확장되었고, 어떠한 잣대, 기준으로도 피행위주체의 수준, 상태를 차별하는 행위로부터 완전히 벗어나는 것으로 '인간'이라는 존재가 정립되었다. 그리고 이와 동시에 민주주의와 다원주의 가치가 중시되었다. 이런 사상은 멀리 고대의 자연법사상으로 소급되지만 신이 세상을 지배하던 신본주의 시대(이른바, 스콜라학파 시대)가 가고 인간 스스로 역사의 주인임을 자각하기 시작한 르네상스기의 인본주의를 거쳐, 과학혁명과 18세기 계몽주의 사조(思潮)의 영향으로 인간의 지위가 신을 대체하기에 이르면서 보편화되었다. 칸트는 인간을 신과 다름없는 목적적 존재라고 정의했다. 중세에는 신만이 목적이었으나 이제 인간이 절대존재요, 당연히 누구나 절대평등하다는 것이다.
평등사상은 근대시민혁명을 부르고, 러시아 혁명을 거치면서 인간이 절대평등함을 증명했다. 그리고 1968년, 세계 68 혁명으로 여성, 학생까지 평등의 주체로 포함됨으로써 모든 인간의 절대평등 시대로 들어섰다. 한국에서는 계몽주의의 사조가 없었지만 150여년전 동학의 대두로 인간이 곧 하늘(신)이다(인내천)라는 경천동지할 절대평등사상이 널리 확산되고 동학도들은 빈부귀천, 남녀노소할 것없이 평등을 직접 실천했다. 하지만, 오늘날 한국사회는 지나친 경제성장일변도와 천민자본주의, 물질숭배 이데올로기가 지배한 탓에 보편적이고 전통적인 인간의 절대평등사상을 등한시하고 이에 대한 연구를 거부해온 측면이 있다.
오늘날 대부분의 세속 국가에서는 평등권의 일부인 '양성평등'에 관해 부정하는 개체는 없을 것이다. 양성평등을 논할 때는 다양한 평등 보장에 대해 논하기 전에 전개되는' 최소한의 사회경제적 효율성'이란 개념 자체를 언급하지 않는다. 이러한 것을 고려하는 성향은 일련의 보수적 자유주의자들이 남긴 절차이나, 성별은 행위개체가 스스로 택할 수 없으며, 성별에 따라 차이가 나는 '자연적 차이'에 대해서 그 어떤 차별도 거부한다는 것이니 절대평등이다. 이러한 것이 제대로 지켜지지 않으면 지금까지 논의된 평등에 대해서 모든 것이 모순이 되기 때문이다. 따라서, '자연적 차이'에 대해서 반평등, 상대적인 효율성의 논리 잣대를 들이대며 이에 대한 차별을 조장하는 것은 평등을 부정하는 행위라고 간주될 수 있다. 이러한 것을 기초로 하여, 지금 인류는 인종과 국경을 초월하여 절대평등하다는 것을 세계인권선언은 천명하고있다.
평등권은 자연권이고 자연권은 절대적이고 보편적인 불변의 천부인권이다. 절대평등설은 인간에 대한 차별을 최소화하고 가급적 '평등의 최대화'를 지향한다. - 주체적이고 자발적인 인간들에 의한 평등한 공동체사회를 지향하는 사민주의, 사회주의, 사회적(공동체주의적) 자유주의자들의 주장이 절대론에 해당된다.

### 상대 평등설
상대적 평등이 정확히 무엇을 뜻하는지 학계의 일치된 견해는 존재하지 않으며 지금도 논쟁은 계속되고 있다. 분명한 점은 평등을 포함한 모든 인권은 고정되어있지 않고 진화·발전하며 선진국일 수록 평등은 최대한 보장한다는 원칙을 고수(固守)하고, 후진국에선 차별과 인권유린이 횡행(橫行)한다는 사실이다.
상대평등을 '제한적 차별'로 해석해서 고착화한다면 이는 민주주의에 대한 중대한 침해이다. 민주주의는 평등의 산물이다. 불평등한 신분, 봉건사회를 타파하고 모든 인간이 주권자로, 나라의 주인으로 평등하다는 대전제 하에서만 작동하는 시스템이 민주주의이다. 그래서 헌법은 평등의 확고한 보장을 위해 수도없이 평등을 강조,천명했다. 헌법전문에서부터 1조,10조,11조는 물론 전 기본권조항을 통해 평등의 보장을 각인해 놓고있다. 특히,전문의 정의, 인도주의와 평등한 생활 향상의 보장과, 11조의 누구나 정치, 경제, 사회, 문화적 생활을 함에 있어 어떠한 차별도 받아선 안된다고 규정함으로써 선진국이 추구하는 경제(결과)적 평등도 명시했다.
평등사상은 역사적으로, 민주주의가 형식적·절차적 민주주의를 거쳐 실질적·사회 전반적 민주주의로 발전해 왔듯이, 근대 시민혁명과 함께 정치적 평등에서부터 시작하여, 사회적 평등으로, 다시 경제 또는 결과적 평등의 단계에까지 진입했다. 오늘날 서구의 앞선 복지사회의 실현은 경제평등의 결정체다. 전국민에게 보장되는 대학까지의 완벽한 무상교육, 무상의료만 해도 결과, 경제적 평등을 상당부분 실현하지 않고는 불가능한 것이기 때문이다. 의료와 교육은 대표적인 기회의 평등에 해당되고, 따라서 기회평등이라는 말도 통념(通念)과 달리 결과의 평등을 전제하게 되는 것이다.
한국 사회에서도 '사회복지' 자체를 부정하는 경우는 없다. 선진국에 한참 못미치지만 복지국가의 실현을 추구한다는 것은 기회평등은 물론 경제평등을 어느정도 인정한다는 것이고 당연히 '상대평등'은 '제한적 차별'을 강조하는 것이 아니라 '완전한 평등'또는 무조건적 평등에 대해서 반대하는 것으로 볼 수 있다. 그러나 절대평등설도 평등의 최대화를 추구할뿐 '무조건적 평등'을 주장하지 않는다는 점에서 결코 이 학설들은 대립한다고만 할 수 없다.
반면, 일부 극단적 상대론자나 편향적 보수적 자유주의자들은 헌법에도 각인된 기회의 평등과 법앞의 평등도, 복지의 보장도, 인권의 평등한 보장도 인정하지 않고 있는데, 이들이 말하는 상대평등은 말할 것도 없이 '합리적 차별'이라는 이름으로 사실상 부당한 차별을 조장하고 평등의 축소를 꾀하겠다는 뜻이다. 그러나 이들의 반인권적, 반민주적, 반헌법적 주장까지 학설로 인정할 이유는 없다. 온건한 자유민주적 입장의 상대평등설은 가능한 한 차별을 최소화하고 최대화가 아닌 '평등의 최적화'를 적극 지지하는 것이라 하겠다. 자유주의 철학자로 유명한 존 롤스는 자유(권)의 평등한 보장 및 최소 수혜자에게 최대의 몫이 돌아가게 하라는 '최소최대화'원칙을 강조했는데, 전형적인 평등상대론의 시각이다.

## 평등권의 한정

### 대한민국 헌법규정에 의한 한계
- 특권인정에 따른 평등권의 한정
- 공무원에 대한 평등권의 제한
- 군인, 군무원에 대한 평등권의 제한인데여
- 방위산업체근로자에 대한 평등권의 제한

## 판례
이 사건 법률조항에 따라 이해관계가 상반되는 당사자인 등기부상(登記簿上) 소유자와 점유자는 평등원칙을 심사함에 있어 본질적으로 동일한 집단이라고 볼 수 없고, 부동산을 스스로 점유하고 있는 소유자와 타인이 점유하고 있는 소유자 또한 평등원칙 심사에 있어 비교의 대상이 되는 동일한 집단이라고 보기 어려우므로 이 사건 법률조항은 평등원칙에 위반되지 아니한다

## 같이 보기
- 평등
- 법앞에 평등
- 민주주의
- 사회주의
- 헌법
- 세계인권선언
- UN 선언

== 참고 자료
요즘 사람들이 미쳤습니다.